# Doug Widtfeldt
Douglas Richard Widtfeldt (* 1. April 1957; † 30. März 2015 in Sacramento) war ein US-amerikanischer Basketballspieler.

## Leben
Der 2,04 Meter große Innenspieler mit deutschen und schwedischen Vorfahren gehörte von 1976 bis 1980 zur Hochschulmannschaft der University of Southern California. In seinem Abschlussspieljahr 1979/80 erzielte er im Durchschnitt 8 Punkte sowie 6,1 Rebounds je Begegnung. Nach dem Weggang von der Universität zeigten die Los Angeles Lakers Interesse an Widtfeldt, zum Vertragsabschluss kam es mit der NBA-Mannschaft aber nicht. Zur Saison 1980/81 nahm er ein Angebot des deutschen Bundesligisten Hamburger TB an.
Nach dem Ende seiner Zeit als Berufsbasketballspieler kehrte Widtfeldt nach Kalifornien zurück und arbeitete in Sacramento als Politikberater und für Arbeitnehmerinteressenvereinigungen, später war er in der Versicherungsbranche tätig.